# Giovanna Mezzogiorno
Giovanna Mezzogiorno (n. 9 noiembrie 1974, Roma) este o actriță de film și teatru italiană.

## Date biografice
Giovanna este fiica actorului Vittorio Mezzogiorno și al Ceciliei Saachi. Ea a studiat dramaturgia la Centre International de Créations Théatrales sub îndrumarea lui Peter Brook. Cariera cinematografică a început-o în anul 1997, cu filmul Il viaggio della sposa (The Bride's Journey), au urmat diferite roluri în filme ca Les Miserables, sau L'ultimo bacio.

## Filmografie
- 1997: Il viaggio della sposa
- 1998: Del perduto amore
- 1999: Asini (ca Anna)

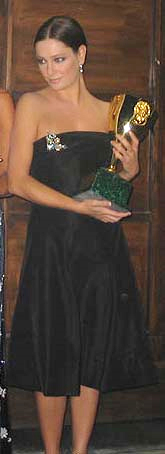
Giovanna Mezzogiorno

- 1999: (Più leggero non basta) (TV)
- 1999: Un uomo perbene
- 2000: (Les Misérables)
- 2001: (L'ultimo bacio)
- 2001: Malefemmene
- 2001: Nobel
- 2001: State zitti per favore
- 2001: Tutta la conoscenza del mondo
- 2002: Afrodita, el sabor del amor
- 2002: (Ilaria Alpi, il più crudele dei giorni)
- 2002: (La finestra di fronte)
- 2003: (Daddy)
- 2003: Il club delle promesse
- 2003: L'amore ritorna
- 2004: Virginia, la monaca di Monza, regia Alberto Sironi – miniserie TV
- 2005: La bestia nel cuore
- 2007: Love in the Time of Cholera
- 2007: Notturno bus - Nachtbus
- 2008: Palermo Shooting
- 2008: Sono viva
- 2009: Vincere